# Урхельське графство
Урхе́льське гра́фство (лат. Comitatus Urgellensis; ісп. Condado de Urgel) — у 789—1413 роках графство на північному сході Піренейського півострова, в сучасній Іспанії, на теренах Каталонії. У часи розквіту займало землі від Піренеїв до Лериди (сучасні іспанські комарки Верхній Урхель, Нижній Урхель, Ногера, Сольсонес, Пла-де-Урхель,  а також Андорра). Створене франками як адміністративно-територіальна одиниця Франкського королівства. Згодом стало самостійним (897). Наприкінці свого існування входило до складу Араганської Корони як автономія (1314). Керувалося урхельськими графами з місцевих династій — Барселонсько-Урхельської (до 1231), Кабрерської (до 1314) і Барселонсько-Арагонської (до 1413). Столиця розташовувалася у місті Сео-де-Урхель, згодом  — у Балагері. Політично-фінансовим центром було місто Аграмунт, резиденція графів і місце монетного двору, що карбував власну монету «аграмунтесу». Панівною релігією було католицьке християнство, очолюване місцевими єпископами Урхельськими. Ліквідоване внаслідок невдалого повстання графа Хайме ІІ проти арагонського короля Фернандо І (1413). Інкорпороване до складу Арагонського королівства.
Також – Уржельське графство (кат. Comtat d'Urgell).

## Державний устрій

### Графи
- 798—812: Боррель
- 948—992: Боррель II
- 1229—1236: Педру, син португальського короля Саншу I.
- 1408—1413: Хайме ІІ ∞ Ізабела

Герби

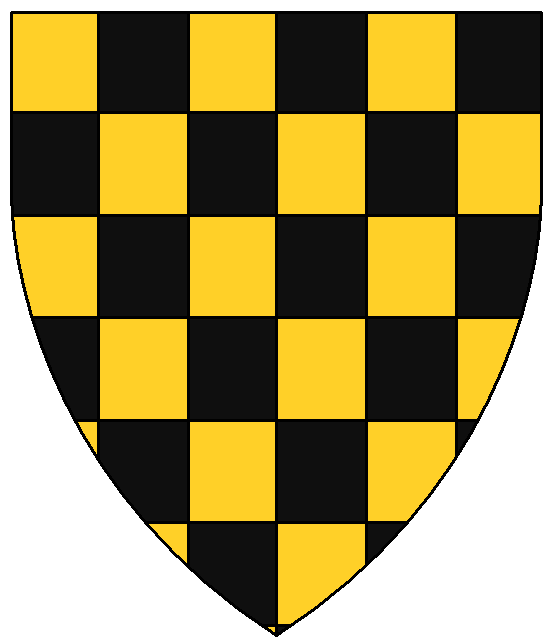
до 1231
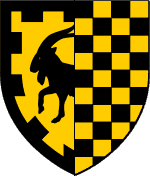
1231—1314
1314—1413

## Релігія
- Урхельська діоцезія